# دان بوون
دان بوون (بالإنجليزية: Dan Boone)‏ هو لاعب كرة قدم أمريكية أمريكي، ولد في 19 يناير 1895 في Samantha, Alabama ‏ في الولايات المتحدة، وتوفي في 11 يونيو 1968 في توسكالوسا في الولايات المتحدة.

## وصلات خارجية
- دان بوون على موقع دوري كرة القاعدة الرئيسي (الإنجليزية)
- دان بوون على موقعبيزبول رفرنس.كوم (الدوري الرئيسي) (الإنجليزية)
- دان بوون على موقعبيزبول رفرنس.كوم (الدوري الثانوي) (الإنجليزية)
- دان بوون على موقع مشجعي الرسوم البيانية (الإنجليزية)